# Леді Джейн Грей
Леді Джейн Грей (1537—1554) — королева Англії протягом 9 днів 10 — 19 липня 1553 (тому згодом її називали «дев'ятиденною королевою», правнучка Генріха VII. Вступила в шлюб з лордом Гілфордом Дадлі (страчений у 1554 році), сином герцога Нортумберлендського. Герцог переконав Едуарда VI відмовити його сестрам Марії і Єлизаветі в претензіях на трон. Після смерті Едуарда 6 липня того ж року Джейн успадковувала корону і кілька днів по тому була оголошена королевою. Марія була католичкою, мала підтримку народу, і лорд-мер Лондона 10 липня оголосив її королевою. Грей була страчена в Тауері Грін через політичні переконання.

## Дитинство та юність
Леді Джейн Грей народилась у жовтні 1537 року у Бредгіті (графство Лестершир) в родині Генрі Грея, 3-го маркіза Дорсета, (надалі герцога Саффолка) й леді Френсіс Брендон, дочки Марії Тюдор й онуки короля Генріха VII. Таким чином Джейн, як і її молодші сестри Катерина й Марія, доводилась королю Генріху VIII внучатою племінницею.
Джейн та її сестри отримали всебічну освіту. Окрім цього Джейн мала успіхи у вивченні латинської, давньогрецької та давньоєврейської мов.
Віддана на виховання найкращим наставникам, леді Джейн замолоду вражала сучасників блискучими успіхами у навчанні. Окрім того, вона відзначалась добротою, м'яким характером і набожністю. Джейн була вихована у протестантській вірі, все її оточення було вороже налаштоване проти католицизму.
Проте її дитинство не було щасливим, їй часто доводилось стикатись із деспотизмом батька та жорстокістю матері. Леді Френсіс часто вдавалась до побоїв як виховних заходів. Позбавлена материнської любові й турботи, Джейн знаходила втіху в заняттях мистецтвом, читанні книжок й вивченні стародавніх мов.
У 1546 році Джейн Грей відправили до двору королеви Катерини Парр. Там вона познайомилась зі своїми королівськими родичами: Марією, Єлизаветою та Едуардом. Королева Катерина була доброю й турботливою жінкою, й роки, проведені під її опікою, Джейн Грей вважала найкращими у своєму житті.
Дивлячись на успіхи леді Грей, у її амбіційних родичів виникла ідея — одружити юного короля Едуарда VI з Джейн. Принц з дитинства дружив з леді Джейн й відчував до неї глибоку приязнь.
Однак здоров'я Едуарда не дозволяло сподіватись, що він зможе дожити до одруження — у короля виявився активний туберкульоз. На початку 1553 року вже ні у кого не було ілюзій відносно стану короля. Слабкого підлітка змусили підписати «Закон про спадкування». За ним королевою ставала Джейн Грей, старша дочка герцога Саффолка.
Звісно, Едуард підписав цей акт не тільки в силу своєї приязні до подруги дитинства — Джейн Грей. Члени Таємної ради на чолі з регентом Джоном Дадлі, 1-м герцогом Нортумберлендом, не бажали приходу до влади принцеси Марії, старшої сестри короля й палкої католички. Це прагнення англійського уряду активно підтримувала Франція, яка перебувала в тривалому конфлікті з католицькою Іспанією.
Відповідно до нового закону, дочки Генріха VIII — принцеса Марія та її однокровна сестра Єлизавета — з претендентів на престол виключались, а спадкоємицею проголошувалася Джейн Грей. Під тиском Нортумберленда 21 червня 1553 року підписи під новим порядком спадкування поставили всі члени Таємної ради й понад сотня аристократів та єпископів, включаючи Томаса Кранмера, архієпископа Кентерберійського, та Вільяма Сесіла.
Проголошення Джейн Грей спадкоємицею престолу було повним розривом з англійською традицією спадкування престолу. За аналогічним законом, підписаним Генріхом VIII у 1544 році, Едуарду, за відсутності у нього дітей, мала спадкувати Марія, тій — Єлизавета, а вже потім — діти Френсіс Брендон та її сестри Елеонори. Визначаючи як спадкоємців дітей Френсіс та Елеонори, а не їх самих, Генріх VIII, вочевидь, сподівався на появу у них потомства чоловічої статі. Тому рішення Едуарда VI, усунувши від спадкування сестер і саму Френсіс Брендон, проголосити своєю наступницею Джейн Грей було сприйнято в англійському суспільстві як незаконне. Більше того, очевидна зацікавленість Нортумберленда в коронації Джейн Грей породжувала пересторогу англійської знаті через те, що реальна влада буде в руках Нортумберленда, який вже проявив себе авторитарним регентом за час правління Едуарда VI.

## Леді Дадлі— королева Англії
Докладніше: Криза престолонасліування 1553 року в Англії
Герцог Нортумберленд ще до публікації змін у порядку спадкування престолу оголосив про одруження свого сина Гілфорда з колишньою нареченою короля, який помирав, леді Джейн. Вінчання відбулось 21 травня 1553 року, тобто, за півтора місяця до смерті Едуарда. Таким чином, було очевидним, що майбутній син Джейн і Гілфорда Дадлі (онук герцога Нортумберленда) стане королем Англії.
6 липня 1553 року король Едуард помер.
10 липня королева Джейн прибула в Тауер та, відповідно до звичаю, розташувалася там в очікуванні коронації. Церемонію було проведено поспіхом, без жодних урочистостей. Жителі Лондона не виявляли ніякої радості — вони були впевнені, що справжня претендентка — саме Марія.
Леді Джейн, шістнадцятирічна дівчина, яка була надто далекою від політичних ігор свого свекра, навіть не намагалась розуміти те, що відбувається. Вона, звичайно, усвідомлювала, що стала лише пішаком в руках клану Дадлі, але нічого вдіяти вже не могла. Правда, коли Нортумберленд оголосив королеві, що вона зобов'язана коронувати і свого чоловіка — Гілфорда, Джейн відмовилась, пояснивши своє бажання тим, що якщо вона вже королева, то може подарувати своєму чоловіку титул герцога, але ж ніяк не короля. Мати Гілфорда Дадлі була вкрай розгніваною і сказала сину, щоб той більше не спав із дружиною.
Нортумберленд, з усією своєю далекоглядністю, не розраховував на те, що принцеса Марія уникне арешту та збере армію. В офіційному листі, надісланому з Кенінхола, Марія проголошувала свої права на престол. Окрім того, значна частина найзнатніших аристократів Англії вирушили з Лондона в Кенінхол, щоб долучитись до армії прибічників принцеси Марії. Міста і графства Англії одне за одним проголошували Марію своєю королевою.
Герцог Нортумберленд встав на чолі війська, яке мало здобути перемогу над армією повсталої принцеси. Однак, підійшовши зі своєю армією, яка налічувала не більше 3000 вояків до Бері-Сент-Едмендса у Саффолку, він виявив, що війська Марії у десять разів переважають його власні сили, й за умов масового дезертирства був змушений відступити й визнати свою поразку.
У Лондоні також було неспокійно. Один за одним члени Таємної ради, аристократи, придворні чини зраджували королеву Джейн, переходячи на бік Марії. 19 липня 1553 року члени Таємної ради з'явились на міській площі, де проголосили старшу дочку Генріха VIII королевою Англії.
3 серпня Марія урочисто вступила до Лондона. Джона Дадлі та його синів було оголошено державними зрадниками та заарештовано.

## Страта

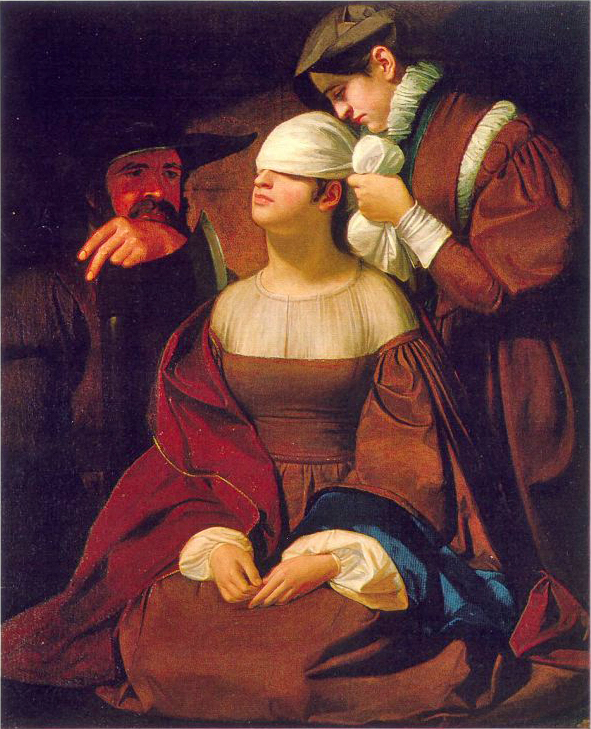
Джейн Грей перед стратою (картина XIX століття)

Суд виніс вирок Джону Дадлі — смертна кара шляхом відсікання голови. Вирок було виконано 22 серпня 1553 року. Леді Джейн, її чоловік Гілфорд Дадлі й батько герцог Саффолк були ув'язнені в Тауері й також засуджені до смерті. Однак Марія I довго не могла наважитись на підписання вироку суду — вона усвідомлювала, що шістнадцятирічна дівчина та її юний чоловік не самостійно узурпували владу, а крім того, не бажала починати з репресій своє царювання у розділеній між католиками та протестантами Англії.
Марія навіть помилувала батька Джейн, однак, вже наступного року він узяв участь у повстанні Томаса Ваєта. Це була нова спроба скинути «католицький» уряд Марії I та, можливо, поставити на престол ув'язнену в Тауері Джейн. Це визначило долю «дев'ятиденної королеви»: вона та її чоловік були страчені в Лондоні 12 лютого 1554 року. Марія вважала нерозумним зберігати життя Джейн, яка рано чи пізно своєю персоною знову привабила б до себе палких супротивників королеви-католички. За одинадцять днів було страчено і її батька, лорда Грея.

## У мистецтві
У 1986 році вийшов англійський кінофільм «Леді Джейн», який розповідає про долю Джейн Грей. Головну роль зіграла акторка Гелена Бонем Картер. Оповідь цієї драматичної костюмованої кінострічки побудовано навколо романтичного кохання леді Джейн до лорда Гілфорда Дадлі.